# 貴港市
貴港市（きこうし）は中華人民共和国広西チワン族自治区に位置する地級市。

## 地理
広西チワン族自治区の中部に位置し、来賓市、梧州市、玉林市、欽州市、南寧市に接する。桂平市で、珠江最大の支流・西江と鬱江が合流する。

## 歴史
唐の貞観9年（635年）貴州が置かれる。明の洪武2年（1369年）貴県が置かれる。1988年に貴港市の設立。

## 行政区画
3市轄区・1県級市・1県を管轄下に置く。
- 市轄区：
  - 港北区・港南区・覃塘区
- 県級市：
  - 桂平市
- 県：
  - 平南県

| 貴港市の地図                       |
| ---------------------------------- |
| 港北区 港南区 覃塘区 平南県 桂平市 |

### 年表
この節の出典
- 1995年10月27日 - 広西チワン族自治区玉林地区貴港市が地級市の貴港市に昇格。港南区・港北区を設置。(2区1県)
  - 玉林地区平南県を編入。
- 1996年6月18日 (2区1市1県)
  - 桂平市を編入。
  - 港南区の一部が港北区に編入。
- 2003年3月6日 - 港北区の一部が分立し、覃塘区が発足。(3区1市1県)

## 交通
鉄道
- 黎湛線（南寧市賓陽県黎塘 - 広東省湛江市）
- 南広線

## 健康・医療・衛生
- 貴港市人民医院